# Lassaad Chabbi
Lassaad Chabbi (ur. 23 sierpnia 1961 w Tunisie) – austriacki trener piłkarski pochodzenia tunezyjskiego. W sezonie 2020/2021 trener Rai Casablanca.

## Kariera trenerska
Zaczynał do pracy w rezerwach SC Austria Lustenau. Zespół ten trenował od 1 lipca 2001 roku do 30 czerwca roku 2003.
Następnie trenował od 1 stycznia 2004 roku FC Lauterach, pracę zakończył 23 kwietnia roku następnego.
2 lutego 2006 roku przejął obowiązki trenera w FC Rätia Bludenz, pracował tam do 15 maja 2007 roku.
1 lipca 2007 roku znalazł pracę w AKA Vorarlberg U15. Trenował tę sekcję młodzieżówki do 30 czerwca 2010 roku. Dzień później został trenerem AKA Vorarlberg U16. Do 30 czerwca 2011 roku trenował ten zespół. Dzień później został trenerem AKA Vorarlberg U18. Do 30 czerwca 2012 roku trenował tę sekcję, ale dzień później powrócił do zespołu do lat 16. Od 1 lipca 2013 roku do 25 stycznia 2014 roku ponownie trenował AKA Vorarlberg U18.
26 stycznia 2014 roku opuścił Austrię i został asystentem Nabila Maaloula w El-Jaish SC. Trenował ten zespół do końca 2014 roku. Razem z nim zdobył puchar Kataru.
15 marca 2015 roku powrócił do Austrii i przejął pierwszy zespół SC Austria Lustenau. Zadebiutował tam 2 dni później, pokonując SV Mattersburg 3:1. Łącznie rozegrał tam 73 mecze, z czego większość w 2. lidze austriackiej. Pracę zakończył tam 28 lutego 2017 roku.
1 marca 2017 roku trafił do SV Ried. Zadebiutował tam 4 dni później w meczu przeciwko Austrii Wiedeń, przegranym 0:3. Łącznie rozegrał tam 43 mecze, z czego 13 w pierwszej lidze austriackiej. 2 kwietnia 2018 roku zakończył pracę w tym zespole.
28 kwietnia 2018 roku ponownie trafił do Azji, a konkretnie do Ratchaburi Mitr Phol FC. Zadebiutował tam 5 września 2018 roku w meczu przeciwko Suphanburi FC, przegranym 1:2. Łącznie rozegrał 9 meczów, w tym 8 w tajlandzkiej ekstraklasie. Zakończył pracę 30 listopada 2018 roku.
12 lipca 2019 roku został trenerem tunezyjskiego US Monastir. W tym klubie zadebiutował 25 sierpnia 2019 roku w meczu przeciwko CS Sfaxien, wygranym 2:1. Zdobył mistrzostwo kraju z tym zespołem w sezonie 2019/2020. Łącznie rozegrał tam 56 meczów. 4 kwietnia 2020 roku zakończył pracę w tym zespole.
13 kwietnia 2021 roku został trenerem Rai Casablanca. Zadebiutował tam 17 kwietnia w meczu przeciwko Moghrebowi Tétouan, wygranym 2:3. Łącznie do 4 czerwca 2021 roku poprowadził Raję w 14 meczach.

## Życie prywatne
Ma dwóch synów – Seifedina i Nino. Obaj są piłkarzami.